# Hij en Julia
Hij en Julia was een komedieserie die in 2000 voor het eerst werd uitgezonden op Fox 8.
In 2008 werd de serie op Net5 herhaald. Later is deze serie uitgezonden op Comedy Central Family.
Ondanks de slechte kijkcijfers voor heel Fox 8 werd een tweede seizoen besteld. Voor dat kon worden opgenomen ging de zender uit de lucht, waardoor de serie nooit echt van de grond is gekomen.

## Verhaal
Julia is een jonge vrouw met een kind van zeven maanden. Samen met haar beste vriendin runt ze een reisbureau. Haar opvallend aanwezige en dominante moeder Francien past vaak op. Hun leven kabbelt rustig voort, totdat haar ex-vriend Gijs na ruim anderhalf jaar terugkeert uit Amerika en zich weer met haar leven gaat bemoeien.

## Personages
- Julia: Annette Barlo
- Gijs: Hans Somers
- Boy: Han Oldigs
- Lonneke: Oda Spelbos
- Mirjam: Peggy Jane de Schepper
- Francine: Edda Barends

## Trivia
Annette Barlo kreeg op haar eerste draaidag te horen dat Coen Flink was overleden, met wie zij tien jaar in de serie Oppassen!!! speelde. Zij had het hier zo zwaar mee dat ze niet in staat was haar functie naar tevredenheid uit te oefenen. Als gevolg daarvan werd er een andere 'eerste aflevering' opgenomen.